# Hợp chất thiên nhiên

## Các hợp chất hữu cơ được sản xuất trong cơ thể sống[1][2]

Paclitaxel (Taxol) là một hợp chất thiên nhiên được tách ra từ cây Thủy tùng được sử dụng trong hóa trị

Các hợp chất hữu cơ tìm thấy trong tự nhiên do sinh vật (thực vật, động vật, vi sinh vật và nấm) tạo ra được phân thành hai nhóm: chất trao đổi bậc một (chất chuyển hoá sơ cấp) và chất trao đổi bậc hai (chất chuyển hoá thứ cấp).

### Chất trao đổi bậc 1
Chất trao đổi bậc một là các hợp chất thiết yếu cho sự tồn tại và phát triển của sinh vật như carbohydrat, chất béo, protein và acid nucleic. Các hợp chất này được tìm thấy phổ biến trong tất cả các loài, được các nhà nghiên cứu trong lĩnh vực hóa sinh chú trọng khảo sát nhưng ít được các nhà hóa học quan tâm vì cấu trúc hóa học của chúng ở những loài khác nhau cũng không khác nhau nhiều.  

### Chất trao đổi bậc 2 và hợp chất tự nhiên
Ngược lại, nhiều hợp chất như terpenoid, alkaloid, sterol, phenol, có cấu trúc hóa học rất khác nhau và hiện diện rải rác trong sinh vật. Trong nhiều trường hợp, người ta rất mơ hồ về vai trò của các hợp chất này trong cơ thể sinh vật tạo ra chúng (sinh vật chủ). Các hợp chất này được gọi là chất trao đổi bậc hai hay hợp chất thiên nhiên (danh từ hợp chất tự thiên thông dụng hơn). 

### Ranh giới giữa nhóm chất chuyển hoá sơ cấp và nhóm chất chuyển hoá thứ cấp
Tuy nhiên, những khái quát trên về hợp chất trao đổi bậc 1 và hợp chất trao đổi bậc 2 lại để một "vùng xám" ở ranh giới giữa 2 nhóm này. Do đó, một số hợp chất có nguồn gốc tự nhiên có thể được phân loại vào cả nhóm này hoặc nhóm kia.
Có thể kể đến điển hình là chất béo và đường. Chúng thường được liệt vào nhóm chuyển hoá sơ cấp, trong khi một số chất béo hoặc đường có cấu trúc hiếm gặp lại được tìm thấy ở một số ít loài. Tương tự như vậy, quá trình sinh tổng hợp steroid tạo ra một loạt các cấu trúc cơ bản phân bố rộng rãi, tuy nhiên một số steroid có hoạt tính dược lý rõ rệt, lại bị giới hạn tìm thấy ở một số sinh vật nhất định.

## Đặc điểm của các hợp chất tự nhiên[1][2]
Hợp chất tự nhiên có 4 đặc điểm quan trọng nhất:
- Là những hợp chất hữu cơ có trong tự nhiên được tìm thấy trong các sinh vật (thực vật, động vật, vi khuẩn, nấm).
- Đặc trưng cho từng loài hoặc loài tương cận.
- Chưa rõ vai trò tác động lên sinh trưởng của thực vật.
- Có cấu trúc đa dạng.

## Phân loại[1]
Có nhiều cách phân loại các hợp chất tự nhiên, nhưng cơ bản nhất là phân loại dựa trên bộ khung cấu trúc hoá học và con đường sinh tổng hợp: thông thường được chia thành 4 nhóm hợp chất lớn: terpenoid, steroid, phenol, alkaloid.

## Phân lập và tinh khiết hóa
Hầu hết các hợp chất tự nhiên là hỗn hợp của nhiều hợp chất khác nhau thường rất phức tạp, do đó cần phải được phân lập và tinh chế. Có nhiều trường hợp cần thiết để phân lập hợp chất tự nhiên, có thể là cô lập đủ lượng cần thiết để định danh cấu trúc hóa học, hóa học giáng hóa (phân rã cấu trúc từ đó định danh các nhóm chức), thử nghiệm sinh học, và nhu cầu nghiên cứu khác (lượng thường dùng từ miligam để hàng gram), [ cần dẫn nguồn ] hoặc phân lập trong "phân tích định lượng" những hợp chất quan tâm, khi hợp chất đó đã được định danh và định tính (ví dụ như trong mô hay dịch tế bào).